# Coriolanus (film, 2011)
A Coriolanus 2011-ben bemutatott brit–amerikai filmdráma Ralph Fiennes elsőfilmes rendezésében. A forgatókönyvet John Logan írta, William Shakespeare azonos című című tragédiájából. A főbb szerepekben Ralph Fiennes, Gerard Butler, Vanessa Redgrave és Brian Cox látható.
Az Amerikai Egyesült Államokban és az Egyesült Királyságban 2012. január 20-án mutatták be a mozikban.

## Cselekmény
Caius Martius „Coriolanus”, a nagyra becsült és rettegett római hadvezér ellentétben áll Róma városával és polgártársaival. Irányító és ambiciózus anyja, Volumnia nyomására a konzulság magas és hatalmas pozíciójára törekszik, ugyanakkor nem hajlandó behízelegni magát a tömegek közé, akiknek szavazataira szüksége van a hivatal megszerzéséhez. Amikor a közvélemény megtagadja a támogatását, Coriolanus dühe lázadást szít, amely a Rómából való kiűzésében csúcsosodik ki. A száműzött hős ekkor szövetkezik esküdt ellenségével, Tullus Aufidiusszal, hogy bosszút álljon a városon.

## Szereplők
| Szerep                   | Színész          | Magyar hang        |
| ------------------------ | ---------------- | ------------------ |
| Gaius Marcius Coriolanus | Ralph Fiennes    | Forgács Péter      |
| Tullus Aufidius          | Gerard Butler    | Kőszegi Ákos       |
| Volumnia                 | Vanessa Redgrave | Menszátor Magdolna |
| Agrippa Menenius Lanatus | Brian Cox        | Berzsenyi Zoltán   |
| Virgilia                 | Jessica Chastain | Bartsch Kata       |
| Cominius tábornok        | John Kani        | Papp János         |
| Sicinius                 | James Nesbitt    | Széles Tamás       |
| Brutus                   | Paul Jesson      | Barbinek Péter     |
| Tamora                   | Lubna Azabal     | Bánfalvi Eszter    |
| Cassius                  | Ashraf Barhom    | Varga Rókus        |

## A film készítése
A film 7,7 millió dolláros költségvetésből készült. A forgatás Belgrádban és Szerbia más területein zajlott, ahol sok helyi lakost alkalmaztak statisztaként, továbbá Montenegróban és az Egyesült Királyságban is vettek fel jeleneteket.

## Bemutató
2011. február 14-én mutatták be a 61. Berlini Nemzetközi Filmfesztivál versenyprogramjának részeként, majd a 2011-es Belgrádi Nemzetközi Filmfesztivál nyitófilmje volt. Ugyanezen év december 2-án jelent meg New Yorkban és Los Angelesben. Korlátozott számban más amerikai nagyvárosokban, például Chicagóban is bemutatták. Az Egyesült Királyságban 2012. január 20-án került a mozikba, miután a londoni Curzon Mayfair moziban január 5-én bemutatásra került.